# Адрије
Адрије (фр. Adriers) насеље је и општина у западној Француској у региону Поату-Шарант, у департману Вијена која припада префектури Монморијон.
По подацима из 2011. године у општини је живело 725 становника, а густина насељености је износила 10,65 становника/km². Општина се простире на површини од 68,09 km². Налази се на средњој надморској висини од 200 метара (максималној 231 m, а минималној 110 m).

## Демографија
| 1962. | 1968. | 1975. | 1982. | 1990. | 1999. | 2011. |
| ----- | ----- | ----- | ----- | ----- | ----- | ----- |
| 917   | 1.042 | 900   | 938   | 833   | 797   | 725   |

График промене броја становника у току последњих година